# Erateina undulata
Erateina undulata är en fjärilsart som beskrevs av Saunders 1860. Erateina undulata ingår i släktet Erateina och familjen mätare. Inga underarter finns listade i Catalogue of Life.